# Gerhard Rosenkranz
Heinrich Richard Walter Gerhard Rosenkranz (* 29. April 1896 in Braunschweig; † 16. Mai 1983 in Calw) war ein deutscher evangelischer Theologe, Missionswissenschaftler und Religionswissenschaftler und lehrte Missionswissenschaft an den Universitäten Heidelberg (1947–1948) und Tübingen (1948–1964).

## Leben
Rosenkranz kehrte schwer verwundet aus dem Ersten Weltkrieg heim und studierte ab 1919 in Marburg Theologie und Religionswissenschaft, u. a. bei Rudolf Otto. Nach der 1. Theologischen Prüfung 1920 folgte ein Vikariat bei dem späteren Berliner Propst Heinrich Grüber in Dortmund. Er heiratete Hildegard, geb. Schütte (1896–1967) und leistete einige Jahre Dienst in verschiedenen Pfarrämtern in westfälischen Gemeinden und in Berlin-Charlottenburg. Im Jahre 1931 berief ihn die Deutsche Ostasienmission als Inspektor nach Heidelberg. Dort wurde er 1935 mit einer Arbeit über Der Heilige in den chinesischen Klassikern promoviert. Eine neun Monate währende Dienst- und Studienreise führte ihn 1938 nach Japan und das von Japan okkupierte Nordchina, mit kurzen Zwischenaufenthalten in dem damals ebenfalls von Japan besetzten Korea und in der Mandschurei. Nach intensivem Studium der ostasiatischen Religionen wollte er auf dieser Reise vor allem die gelebte Religiosität der Menschen kennenlernen. Zudem interessierte ihn ihre Wahrnehmung und Haltung angesichts der damals bereits angebrochenen gesellschaftlichen und kulturellen Umbrüche im Fernen Osten. Nicht zuletzt ging es ihm darum, ein Bild über die Präsenz und die Rolle, die das Christentum spielte oder spielen könnte, zu gewinnen. Rosenkranz ging davon aus, dass das Christentum, wenn es je in Ostasien heimisch werden wolle, in den zu erwartenden Wirren eine eindeutige Stellung für die geschundenen Menschen und ihre Nöte und Ängste einnehmen müsse.  Die damals gemachten Erfahrungen mit fremder Religiosität prägten seine weitere religionswissenschaftliche und theologische Arbeit. 1939 erhielt er an der Universität Heidelberg einen Lehrauftrag für Religions- und Missionswissenschaft, dort habilitierte er sich im Jahre 1941 mit einer Arbeit über Die älteste Christenheit in China in den Quellenzeugnissen der Nestorianer – Texte der Tang-Dynastie. Im Jahre 1944 wurde ihm ein Reichsredeverbot erteilt.
Im Jahre 1947 ernannte die Universität Heidelberg Rosenkranz zum außerplanmäßigen Professor und 1948 erfolgte die Ehrenpromotion durch die dortige Theologische Fakultät. Im selben Jahr nahm er einen Ruf auf das neugeschaffene Ordinariat für Missionswissenschaft nach Tübingen an. 1956 gründete er dort das Ökumenische Institut,  das 1962 – entsprechend den dem Lehrstuhl zugeordneten Disziplinen – in Institut für Missionswissenschaft und Ökumenische Theologie umbenannt wurde. Ein Höhepunkt seines Wirkens an der Tübinger Universität war seine Wahl zum Rektor; er füllte das Amt vom Mai 1957 bis Mai 1958 aus. 1964 wurde Rosenkranz emeritiert. Von seinen außeruniversitären Tätigkeiten sei vor allem seine Mitgliedschaft in der Deutschen Gesellschaft für Missionswissenschaft erwähnt, deren Vorsitz er 1951–1965 innehatte.

## Werk
Sein zentrales theologisches Anliegen war auf eine „Evangelische Religionskunde“ gerichtet. In ihr geht es in erster Linie um ein grundlegendes Verständnis anderer Religionen auf der Basis ihrer eigenen Voraussetzungen. Das erfordert ein einfühlsames Gespür für ihre eigenen Anliegen. Insbesondere durch die vielseitigen Begegnungen während seiner großen Ostasienreise traten dann die Erfahrungen mit den Menschen und ihrem Glauben hinzu. Nach Rosenkranz eröffnet erst  das Zusammenwirken von Kenntnis und Erfahrung den Raum für eine vom Evangelium geprägte Begegnung. So nahm sein letztes großes Werk nicht nur die Missionswissenschaft, sondern die „christliche Mission“ in ihrer ganzen Breite in den Blick.

## Ausgewählte Veröffentlichungen
- Der Heilige in den chinesischen Klassikern. Eine Untersuchung über die Erlöser-Erwartung im Konfuzianismus und Taoismus, Hinrichs, Leipzig 1935.

- Der Nomos Chinas und das Evangelium. Eine Untersuchung über die Bedeutung von Rasse und Volkstum für die missionarische Verkündigung in China, Hinrichs, Leipzig 1936.

- Fernost – wohin? Begegnungen mit den Religionen Chinas und Japans im Umbruch der Gegenwart. Eugen Salzer, Heilbronn 1940.
- Der Weg der Götter (Shintô). Gehalt und Gestalt der japanischen Nationalreligion. Arbeitsgemeinschaft für Zeitgeschichte, München 1944.
- Flammendes Herz in Gottes Hand, Von der christlichen Ritterschaft des Dr. Kagawa Toyohiko; Evang. Missionsverlag Stuttgart 1948.
- Das Lied der Kirche in der Welt. Eine missionshymnologische Studie, Verlag Haus & Schule, Berlin 1951.
- Der Weg des Buddha. Werden und Wesen des Buddhismus als Weltreligion. Evang. Missionsverlag, Stuttgart 1960.
- Evangelische Religionskunde. Einführung in eine theologische Schau der Religionen. Mohr & Siebeck, Tübingen 1951.
- Der christliche Glaube angesichts der Weltreligionen. Francke Verlag, Bern/München 1967.
- Religionswissenschaft und Theologie. Aufsätze zur Evangelischen Religionskunde. Christian Kaiser Verlag, München 1964.
- Die christliche Mission: Geschichte und Theologie. Kaiser, München 1977.